# Agrokor
Agrokor d.d. ili koncern Agrokor do 2017. godine bila je najveća privatna tvrtka u Hrvatskoj i jedna od najvećih tvrtki u Jugoistočnoj Europi s ukupnim prihodom od 54 milijarde kuna u 2014. godini. U Agrokoru je 2014. radilo oko 60.000 zaposlenika. Predsjednik uprave Agrokora je od osnivanja do travnja 2017. godine bio Ivica Todorić . S obzirom na to da je Agrokor zapao u vrlo teške poslovne probleme, u travnju 2017. godine Ivica Todorić pod pritiskom Vlade RH aktivira Zakon o postupku izvanredne uprave u trgovačkim društvima od sistemskog značaja za RH koji je donijela Vlada RH, a Trgovački sud, na prijedlog Vlade RH, imenuje Antu Ramljaka izvanrednim povjerenikom, čime je 10. travnja 2017. godine u Agrokoru d.d. i 77 Agrokorovih kompanija započeo postupak izvanredne uprave.
Unutar koncerna Agrokor, kojem su primarne djelatnosti proizvodnja i distribucija hrane i pića te maloprodaja, između ostalih poslovale su i najveći hrvatski proizvođač mineralne i izvorske vode Jamnica, sladoleda Ledo, ulja, margarina i majoneze Zvijezda, najveća hrvatska mesna industrija PIK Vrbovec, Belje, najveći poljoprivredno-industrijski kombinat u Hrvatskoj, vodeći maloprodajni lanac Konzum, te vodeći hrvatski distributer tiskovina Tisak.
31. prosinca 2009. Kozmo je prodan fondu Nexus Alpha. Riječka tvornica konopa pripojena je 22. listopada 2010. društvu Konzum d.d. Dana 14. lipnja 2014. Agrokor je kupio slovenski Mercator za 544 000 000 eura. Te je time postao jedna od najjačih srednjoeuropskih tvrtki preko 64 000 zaposlenih.
Ministarstvo gospodarstva, poduzetništva i obrta RH je na svojim internetskim stranicama redovito objavljivalo Mjesečno izvješće o gospodarskom i financijskom stanju te o provedbi mjera izvanredne uprave u Agrokoru. U prvom izvješću za razdoblje od 10. travnja do 10. svibnja ove godine, koje je sastavio izvanredni povjerenik Ante Ramljak i u kojemu se ocjenjuje da Agrokor nije imao poslovni plan za 2017. godinu te je bio u krizi upravljanja. 28. veljače 2018. imenovan je novi izvanredni povjerenik, Fabris Peruško.
4. srpnja 2018. Nagodba vjerovnika Agrokora izglasana je s 80,20 posto ukupnih tražbina.
Od 1. travnja 2019. godine poslovanje, imovina i dio duga sukladno nagodbi vjerovnika, prenose na novo poduzeće Fortenova grupa d.o.o.  Agrokor d.d. i dalje postoji kao pravni subjekt pod Izvanrednom upravom, do ispunjenja svih radnji vezanih uz nagodbu. Po završetku nagodbe godine najveći je vlasnik nove grupe ruski Sberbank, s 39,2(5) % udjela nove tvrtke.
Agrokor d.d. je izbrisan iz sudskog registra u listopadu 2022. nakon što je Trgovački sud u Zagrebu zatvorio postupak izvanredne uprave.

## Povijest
1976.
- Privatna tvrtka (obrt) za proizvodnju cvijeća i cvjetnih sadnica je osnovana od strane Ivice Todorića
- U prvoj godini poslovanja, tvrtka se brzo razvijala i zaposleno je više od pedeset ljudi

1989.
Osnovan Agrokor kao dioničko društvo u stopostotnom vlasništvu Ivice Todorića
1993.
Agrokor kupuje proizvođača ulja "Zvijezda" Zagreb
1994.
Agrokor stječe većinske vlasničke udjele u Ledu, Konzumu, Silos-mlinovima (danas PIK Vinkovci d.d.), Bobisu i Solani Pag
1995.
Sagrađen prvi tzv.  "Super Konzum "
1998.
Agrokor kupuje "Jaska vino d.d."
2000.
Agrokor kupuje proizvođača mineralne vode "Sarajevski kiseljak"
2003.
Agrokor kupuje srbijanskog proizvođača sladoleda "Frikom"
2004.
Agrokor kupuje većinski paket dionica "Agrolagune" Poreč
2005.
Agrokor kupuje većinske pakete dionica trgovačkog lanca "IDEA" u Srbiji, te vodeća hrvatska poljoprivredna poduzeća PIK Vrbovec i Belje, također proizvođača ulja " Dijamant"  u Srbiji.
2006.
Agrokor koncern i EBRD potpisali Ugovor o ulaganju 110 milijuna eura u dionički kapital Agrokora, čime EBRD stječe udio od 8,33%
2007.
Agrokor kupuje većinski paket dionica glavnog hrvatskog novinskog distributera "TISAK" 
2014.
Agrokor kupuje većinski paket dionica vodećeg slovenskog trgovačkog lanca "Mercator"
2017. – 2019.
U siječnju 2017 Moody's smanjuje Agrokorov rating s B2 na B3  i upozorava na moguću insolvenstnost kompanije, nakon čega revidira rating na niže i mijenja očekivanja iz stabilno u negativno te vrijednost obveznica pada. S obzirom na to da je Agrokor zapao u vrlo teške poslovne probleme, u travnju 2017. godine Ivica Todorić aktivira Zakon o postupku izvanredne uprave u trgovačkim društvima od sistemskog značaja za RH koji je donijela Vlada RH, a Trgovački sud Antu Ramljaka imenuje izvanrednim povjerenikom, čime je 10. travnja 2017. godine u Agrokoru d.d. i 77 Agrokorovih kompanija započeo postupak izvanredne uprave.
9. listopada 2017. Ante Ramljak je objavio da je podnio kaznenu prijavu protiv Ivice Todorića i suradnika zbog namještanja financijskih izvještaja. Revidirani financijski izvještaji Agrokora pokazali su neto gubitak u 2016. od 11 milijardi kuna i 3,6 milijarde kuna u 2015. umjesto 1,2 milijarde kn profita koje je prikazao Todorićev management. Vrijednost Agrokora manja je za otprilike 22 milijarde kuna o odnosu na stanje koje je prikazivala stara uprava. 17. listopada 2017. Državno odvjetništvo Republike Hrvatske pokrenulo je istragu protiv 13 članova bivše uprave i nadzornog odbora te dvoje revizora, uključujući vlasnika Ivicu Todorića, pod sumnjom zloupotrebe položaja u poslovanju, krivotvorenja službenih dokumenata i kršenja trgovinskih i poslovnih računovodstvenih obveza.
28. veljače 2018. imenovan je novi izvanredni povjerenik, Fabris Peruško.
4. srpnja 2018. Nagodba vjerovnika Agrokora izglasana je s 80,20 posto ukupnih tražbina.
Američki sud je u studenom 2018. u postupku po Poglavlju 15, međunarodnom stečajnom postupku, izdao pisano mišljenje kojim je u Sjedinjenim Američkim Državama potvrdio priznanje postupka izvanredne uprave i nagodbe u odnosu na Agrokor i njegova povezana društva. Priznanje postupka izvanredne uprave nad Agrokorom i ovisnim i povezanim društvima kao insolvencijskog postupka pred sudovima Sjedinjenih Američkih Država zadnje je u nizu međunarodnih potvrda postupka izvanredne uprave nad Agrokorom. Prije toga je Visoki sud Engleske i Walesa 9. studenoga 2017. godine Zakon o postupku izvanredne uprave u trgovačkim društvima od sistemskog značaja za Republiku Hrvatsku prihvatio kao insolvencijski postupak koji se priznaje u Engleskoj i Walesu. To je isto za područje Švicarske učinio i švicarski sud 2. veljače 2018. godine. Posebno je značajno da je Zakon, zajedno sa Stečajnim zakonom, u srpnju 2018. godine Uredbom Europskog parlamenta i Vijeća uključen u popis nacionalnih zakona koji se priznaju kao insolvencijski postupci na cijelom području Europske unije. Prethodno je Ustavni sud Republike Hrvatske 8. svibnja 2018. godine Zakon ocijenio sukladnim s Ustavom RH.
Financijsko restrukturiranje Agrokora tijekom postupka Izvanredne uprave koje je rezultiralo nagodbom vjerovnika i njenom uspješnom implementacijom, je prema ocjeni struke u SAD-u proglašeno najznačajnijim takvim međunarodnim postupkom u svijetu. Tim koji je upravljao procesom, na čelu s Izvanrednim povjerenikom Fabrisom Peruškom osvojio je prestižnu nagradu TMA Turnaround and Transaction Award 2019. u kategoriji međunarodna transakcija godine.
Po završetku provedbe izvanredno donesenog zakona iz 2017. (Zakon o postupku izvanredne uprave u trgovačkim društvima od sistemskog značaja za Republiku Hrvatsku) te provedenoj nagodbi vjerovnika Agrokora iz lipnja 2018. koncipirana je složena višeslojna vlasnička struktura holdinga, čije sjedišta više nisu u Hrvatskoj nego su u Nizozemskoj.
Prvog dana travnja 2019. godine prestaje poslovna cjelina s Agrokora transferirana je na Fortenova grupu. Početkom rada novog poduzeća, uspješno je implementirana nagodba vjerovnika Agrokora odnosno plan financijskog i vlasničkog restrukturiranja kompanije koja se 2017. godine našla pred stečajem zbog nemogućnosti podmirivanja obveza.

## Poslovne grupe

### Poslovna grupa Hrana
- Agrofructus (100%)
- Agrokor Vina (100%)
- Agrokor - Zagreb (100%)
- Agrolaguna (85,22%)
- Agroprerada (67,92%)
- Belje (67,92%)
- Dijamant a.d. (73,08%)
- Dijamant agrar a.d. (45,2%)
- Fonyodi Kft. (80,44%)
- Frikom a.d., prodano tvrtci-kćeri (svih 95,83% prodano Ledu)
- Irida (78,85%)
- Jamnica (80,44%)
- Kikindski mlin a.d. (78,74%)
- Ledo (78,85%)
- Ledo d.o.o. Čitluk (78,85%)
- Ledo Kft. (78,85%)
- Ledo d.o.o. Podgorica, prodano tvrtci-kćeri (svih 100% prodano Ledu)
- Mladina (48,98%)
- Nova Sloga a.d. (95,83%)
- PIK Vinkovci (70,87%)
- PIK Vrbovec (99,78%)
- Sarajevski kiseljak (80,98%)
- Sojara (51,84%)
- Solana Pag (91,93%)
- Vupik (55,77%)
- Zvijezda (51,84%)

### Poslovna grupa maloprodaja
- Bootleggers (100%)
- Centropromet (80,55%)
- Duhan trgovina (54,15%)
- Euroviba (75,27%)
- Idea (100%)
- Jadrankomerc (77,57%)
- Jamnica d.o.o. Maribor (80,44%)
- Japetić (80,55%)
- Konzum (80,55%)
- Konzum d.o.o. Sarajevo (80,55%)
- Krka d.o.o. (66,38%)
- Ledo d.o.o. Ljubljana (78,85%)
- Ledo d.o.o. Kosovo (78,85%)
- Tisak (54,15%)
- TPDC Sarajevo (51%)
- Zvijezda d.o.o. Ljubljana (51,84%)
- Zvijezda d.o.o. Sarajevo (51,84%)
- Žitnjak (69,94%)

### Ostale djelatnosti
- Agrokor AG (100%)
- Agrokor Kft. (100%)
- Agrokor trgovina (100%)
- Ciglane Zagreb (99,32%)
- Lovno gospodarstvo Moslavina (100%)
- Media d.o.o. (100%)
- mStart (100%)